# Messes d'Anton Bruckner
Anton Bruckner, qui était un catholique fervent, a composé de nombreuses œuvres religieuses. Parmi ces œuvres, figurent sept messes, deux requiems, et des esquisses pour deux autres messes et un autre requiem.
Les trois premières messes, composées entre 1842 et 1844, lorsque Bruckner séjournait à Windhaag et à Kronstorf, sont de brèves Landmessen (messes rurales) pour une utilisation dans les églises locales. Le Requiem pour chœur d'hommes et orgue, composé en 1845 (manuscrit perdu), le Requiem en ré mineur de 1849, et la Missa solemnis de 1854, ont été composés au cours de son séjour à Sankt Florian. Les trois messes numérotées, n° 1 en ré mineur, n° 2 en mi mineur et n° 3 en fa mineur, que Bruckner a composées après ses huit années d'étude auprès de Simon Sechter et de Otto Kitzler, sont les plus avancées et les plus élaborées de ces compositions.

## Windhaag et Kronstorf
Lors de son séjour comme instituteur adjoint à Windhaag (du 3 octobre 1841 au 23 janvier 1843) et à Kronstorf (du 23 janvier 1843 au 23 septembre 1845), Bruckner a composé trois Landmessen, la Windhaager Messe, la Kronstorfer Messe et la Messe für den Gründonnerstag. Ces messes sont volontairement de facture simple, parce qu'elles étaient prévues pour les maigres ressources de ces églises de village.
- La Windhaager Messe en ut majeur, WAB 25[3], est une Choral-Messe (messe chorale) pour soliste alto, deux cors et orgue, que Bruckner a composée en 1842, lors de son séjour à Windhaag.
- La Kronstorfer Messe, WAB 146[4], en ré mineur est une Missa brevis pour chœur mixte a cappella, composée en 1843-1844, lors de son séjour à Kronstorf.
- La Messe für den Gründonnerstag (messe pour le Jeudi saint), WAB 9[5], en fa majeur est une autre Missa brevis pour chœur mixte a cappella, composée en 1844, également à Kronstorf. Le Kyrie et le Gloria, composés en complément en 1845, sont perdus[6],[7],[8].

Au cours de cette période (vers 1845) Bruckner a également composé une esquisse de 17 mesures pour le Kyrie en sol mineur d'une Missa pro Quadragesima (Messe pour le Carême) pour chœur mixte, trois trombones et orgue (WAB 140),,,.
Ces compositions sont éditées dans le volume XXI de la Bruckner Gesamtausgabe.

## Sankt Florian
Du 23 septembre 1845 au 24 décembre 1855, lors de son séjour en tant qu'organiste à Sankt Florian, Bruckner a composé deux requiems et la Missa solemnis.
- Requiem, WAB 133[14], pour chœur d'hommes et orgue, dont la partition est perdue, composé en 1845 pour les funérailles de Johann Nepomuk Deschl[15].
- Requiem, WAB 39, en ré mineur, pour chœur mixte, solistes, trois trombones, un cor, instruments à cordes et orgue, composé en 1849 pour l'anniversaire de la mort de Franz Sailer.
- Missa solemnis, WAB 29, en si bémol mineur, pour chœur mixte, solistes, orchestre et orgue, composé en 1854 pour l'installation de Friedrich Mayer.

Vers 1846 Bruckner a composé également une esquisse de 58 mesures pour le Kyrie d'une autre messe en mi bémol majeur (WAB 139), prévue pour chœur mixte, 2 hautbois, 3 trombones, instruments cordes et orgue,. La similitude avec les premières messes de Mozart est peut-être la raison pour laquelle Bruckner a interrompu la composition de cette messe. Un enregistrement de l'esquisse à l'aide du logiciel de notation peut être écouté sur le site web de John Berky.

## Linz
Au cours des années 1860, après la fin de sa période d'étude auprès de Sechter et de Kitzler, Bruckner a composé successivement les trois messes numérotées, n° 1 en ré mineur, n° 2 en mi mineur et n° 3 en fa mineur.
- La Messe no 1, WAB 26, en ré mineur, composée en 1864, est conçue pour solistes, chœur mixte, orgue et orchestre.
- La Messe no 2, WAB 27, en mi mineur, composée en 1866 pour célébrer l'achèvement de la construction de la Chapelle votive de la nouvelle cathédrale de Linz, est pour chœur mixte à huit voix et un petit groupe d'instruments à vent.
- La Messe no 3, WAB 28, en fa mineur, composée en 1868 et prévue pour une exécution dans la Hofkapelle, est pour solistes, chœur mixte, orgue ad libitum et orchestre. Cette messe, qui est clairement prévue pour le concert plutôt qu'une célébration liturgique, est la seule des messes de Bruckner dans laquelle l'intonation du Gloria et du Credo est mise en musique. La composition de cette messe a peut-être été influencée par les dernières messes de Schubert, la Messe n° 5 en la bémol majeur et la Messe n° 6 en mi bémol majeur[19].

## Vienne
En 1875, lors de son séjour à Vienne, Bruckner a composé une esquisse de 18 mesures pour l'Introït d'un autre requiem en ré mineur (WAB 141),,. L'ostinato des basses de ce fragment est semblable à celui de la Symphonie "annulée" en ré mineur et du Te Deum.

## Sources
- Paul-Gilbert Langevin, Anton Bruckner : apogée de la symphonie, Lausanne, L'Age d'Homme, 1977, 382 p. (ISBN 2-8251-0880-4, OCLC 4397312, lire en ligne) (Cf. chapitre II.2.)
- Robert Haas, Anton Bruckner, 2e édition (Réimpression de celle par Athenaion, Potsdam, 1934), Laaber Verlag, Ratisbonne, 1980.  (ISBN 3-9215-1841-5)
- Uwe Harten, Anton Bruckner. Ein Handbuch. Residenz Verlag, Salzbourg, 1996.  (ISBN 3-7017-1030-9).
- John Williamson, The Cambridge Companion to Bruckner, Cambridge University Press, Cambridge, 2004.  (ISBN 0-521-80404-3)
- Cornelis van Zwol, Anton Bruckner 1824-1896 - Leven en werken, uitg. Thot, Bussum, Pays-Bas, 2012.  (ISBN 978-90-6868-590-9)
- Paul Hawkshaw, Anton Bruckner and the Austrian Choral Tradition dans : Donna M Di Grazia, Nineteenth-Century Choral Music, Routledge, 2013.  (ISBN 978-1-136-29409-9)
- Anton Bruckner - Sämtliche Werke, Band XIV: Requiem d-Moll (1849), édité par Leopold Nowak et Rüdiger Bornhöft, 1998
- Anton Bruckner - Sämtliche Werke, Band XV: Missa solemnis in B (1854), édité par Leopold Nowak, Vienne, 1975
- Anton Bruckner - Sämtliche Werke, Band XVI: Messe d-Moll (1864), édité par Leopold Nowak, Vienne, 1957
- Anton Bruckner - Sämtliche Werke, Band XVII: Messe e-Moll (1866/1882), édité par Leopold Nowak, Vienne, 1959/1977
- Anton Bruckner - Sämtliche Werke, Band XVIII: Messe f-Moll (1867/1893), édité par Leopold Nowak, Vienne, 1960 / nouvelle édition par Paul Hawkshaw, Vienne, 2005
- Anton Bruckner - Sämtliche Werke, Band XXI: Kleine Kirchenmusikwerke (1835-1892), édité par Hans Bauernfeind et Leopold Nowak, Vienne, 1984/2001